# Jaime Rodríguez (ufólogo)
Jaime Eduardo Rodríguez Tanguay es un ufólogo ecuatoriano. Es conocido por dar conferencias sobre el fenómeno OVNI alrededor de Latinoamérica, entre sus temas de investigación se encuentra desde los objetos voladores no identificados "platillos voladores", pasando por las abducciones, supuesta diplomacia extraterrestre, hasta la aparente arqueología prohibida en la Cueva de los Tayos, todos relacionados con la ufología. Su carrera como ufólogo es muy reconocida en el Ecuador que abarca décadas, con programas televisivos como Evidencia OVNI e Ignotum.

## Biografía

### Primeros años
Desde pequeño Jaime Rodríguez fue muy inquieto e hiperactivo, por lo que resultó algo insoportable para compañeros de escuela y docentes, razón por la cual fue expulsado de varios establecimientos educativos, pasando por seis escuelas diferentes, como en la ciudad de Cuenca, donde estudió en la academia Pío XII, la Bilingüe, la Asunción, el Borja, y luego en cuarto grado fue internado en el Santo Tomás Apóstol de la ciudad de Riobamba, hasta que finalmente regresó a Cuenca, para terminar quinto y sexto grado en La Salle. El mismo problema lo tuvo en la secundaria, donde estudió en el Técnico Salesiano, luego fue cambiado a La Salle, donde aprobó el tercer año, y finalmente se graduó de bachiller en el colegio Borja, en 1975.

### Conferencias
Debido al interés de Rodríguez por el tema OVNI, dedicó su vida a la investigación y recolección de testimonios en el campo de la ufología. Esta afición lo ha llevado a realizar varias conferencias respecto al tema alrededor del Ecuador y de varios países, y según el diario El Tiempo, Rodríguez maneja un vocabulario enriquecido con centenares de términos técnicos, capaz de mantener la atención de todo un auditorio durante 120 minutos ininterrumpidos.

### En los medios
En el Ecuador existe un reglamento general a la Ley de Radiodifusión y Televisión, donde en una de sus pocas prohibiciones se cita de la siguiente manera: "Las radiodifusoras y estaciones de televisión en cumplimiento de sus respectivos códigos de ética están prohibidos de transmitir bajo ningún concepto programas dirigidos por mentalistas, parapsicólogos, adivinos, también comprende esta prohibición a los programas que induzcan a errores médicos o culturales, que afecten a la salud física o mental de la población". Y debido a que el fenómeno OVNI, pese a tener explicaciones como fenómenos atmosféricos en la mayoría de los casos lógicos, cuando se le atribuye una relación extraterrestre, la evidencia investigada termina por ser en muchos caso de fraude, llegando a ser denominada por muchos como seudociencia cuando no se encuentra explicación lógica al suceso, por lo que en la prohibición de Ley de Radiodifusión y Televisión, la rama de la ufología estaría en el término de errores culturales, sin embargo, pese a que está prohibido que se transmita programas de este tipo, la televisión ecuatoriana no acata las órdenes y es por ello que Rodríguez tiene cabida en los medios, en programas como Día a Día o La TV, donde ha hablado sobre la presencia de extraterrestres en volcanes o en piedras colocadas en las laderas del Pichincha.
También contó con un programa propio en la señal de Ecuavisa Internacional, llamado Evidencia OVNI.
Para 2015 ya contaba con tres temporadas de su programa Ignotum, de CNT Play, en el cual trata las historias que ha dado seguimiento sobre avistamientos en volcanes, lagos y demás lugares del Ecuador, a pesar de que su primera temporada trató también de fenómenos paranormales, ya que todo este tipo de temas no tienen cabida en los medios de comunicación convencionales. En el programa busca exponer las supuestas evidencias y que sea la gente quienes saquen sus propias conclusiones, por lo que Rodríguez aclara: “Mi trabajo no está dirigido a convencer a nadie, este tema no es cuestión de creencias, las creencias gesticulan una verdad como absoluta. Esto es una cuestión de entender, no de creer”.

### Investigación OVNI
Según Jaime Rodríguez, desde 1979 se empezaron a registrar avistamientos OVNI en Ecuador. Desde 1982 intentó por primera vez solicitar por medio de cartas dirigidas al Ministerio de Defensa, que se haga oficial la investigación del fenómeno OVNI en el país.
Jaime Rodríguez ha intentado por varios años conseguir que el gobierno del Ecuador ordene la desclasificación de documentos relacionados al fenómeno OVNI que poseen las Fuerzas Armadas. Según Rodríguez, asegura tener el testimonio de al menos cuarenta militares que presenciaron el descenso de naves en el helipuerto del destacamento de la zona El Tigre del oriente ecuatoriano, los cuales supuestamente dispararon al objeto que de inmediato desapareció en el aire.
Entre los archivos que Rodríguez busca desclasificar, se encuentra la supuesta visita a la embajada del Ecuador en Lima, Perú, del Comandante Vanjhú, el cual se trataría de un posible extraterrestre, mismo quien sería dueño de una flota de naves.
En 2003, Rodríguez intentó mediante el ministro de Defensa Óscar Ayerde, que bajo el gobierno de Lucio Gutiérrez se ordene la desclasificación de los documentos relacionados al fenómeno OVNI, y que se ordene la creación de la Comisión Ecuatoriana para la Investigación del Fenómeno Ovni (CEIFO), misma que se creó en 2005 y es precedida por Rodríguez. A partir de ahí se inició la investigación de 44 casos que involucran a tres ramas de las Fuerzas Armadas del país, en distintas ciudades.
El 25 de junio de 2007, consiguió que el gobierno de Rafael Correa, de la orden al director del Consejo de Seguridad Nacional del Ecuador (COSENA) para desclasificar dichos documentos. A pesar de la orden del mandatario, los militares ecuatorianos se negaron a dicha orden, afirmando que ellos no reciben órdenes más que de sus superiores militares, según lo asevera Rodríguez, quien también manifestó que ellos le han afirmado que reconocen la existencia de objetos voladores no identificados.